# Raymond Tschudin
Raymond Alexandre Tschudin est un sculpteur et graveur-médailleur français, né à Champigny-sur-Marne (Val-de-Marne) le 2 novembre 1916 et mort à Provins (Seine-et-Marne) le 28 novembre 1998.

## Biographie
Raymond Tschudin est élève à l'École nationale supérieure des beaux-arts dans l'atelier d'Henri Dropsy.
Il expose au Salon des artistes français dont il est sociétaire, et y obtient une médaille de bronze en 1938 et une médaille d'argent en 1944.
Il est lauréat du grand prix de Rome en gravure de médailles en 1945 et devient pensionnaire de la villa Médicis à Rome de 1946 à 1949.
Il est l'auteur d'un grand nombre de médailles ayant fréquemment un thème religieux. 